# Country Los Teros
El Country Los Teros es un estadio de rugby de Uruguay, se ubica en Camino Escobar y Camino de los Horneros a la altura del km 24 de la Ruta Interbalnearia en la Ciudad de la Costa (Canelones) y pertenece a la Unión de Rugby del Uruguay (URU).

## Síntesis
Fue inaugurado en setiembre del 2001 por iniciativa de dicha Unión y 4 empresarios. Entre otras instalaciones cuenta con dos canchas iluminadas, la principal tiene tribunas y se usa para partidos y la segunda pensada para entrenamientos de las selecciones nacionales (mayor, juvenil, de seven y femenina), un Club House y un Bar.
A pesar de contar con un estadio propio algunos de los partidos más importantes de la Selección de rugby de Uruguay no se juegan ahí, como el caso del Sudamericano de Rugby A 2003 desarrollado en Uruguay en el que Los Teros jugaron en el Estadio Luis Franzini; también por eliminatorias a la Copa del Mundo de Rugby y otros Sudamericanos la URU ha elegido otros escenarios más céntricos como el Parque Central o el Charrúa, estadios de fútbol que se acondicionan para el rugby. 
A fines del 2012 y en conjunto con la Asociación Uruguaya de Fútbol la Unión firma un contrato de concesión de uso del Charrúa por 10 años. En dicho contrato la "Intendencia Departamental de Montevideo" cede el usufructo del estadio y una cancha auxiliar a cambio de obras de infraestructuras y mantenimiento por parte de la AUF y la URU entre otras obligaciones. A partir de ese momento el Country Los Teros deja de ser el principal centro de concentración y entrenamiento de las selecciones nacionales de rugby.